# Máy tính cá nhân

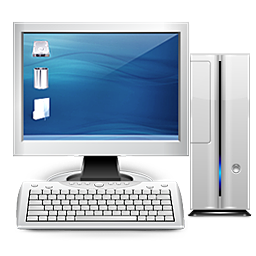
Hình ảnh minh họa của một nghệ sĩ về máy tính cá nhân kiểu máy tính để bàn thời kỳ những năm 2000, bao gồm vỏ kim loại chứa các thành phần máy tính, màn hình và bàn phím (không hiển thị chuột)

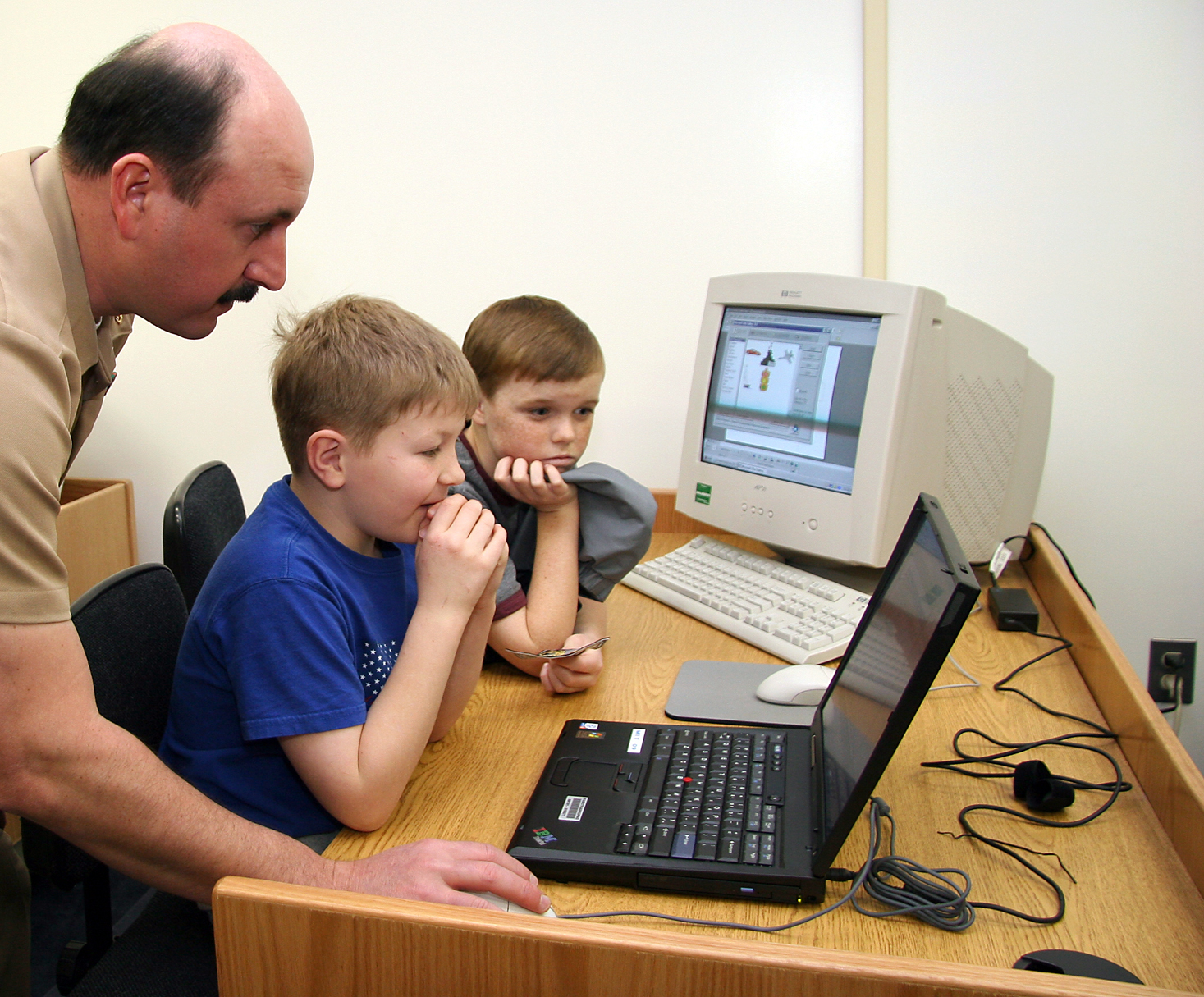
Trẻ em được dạy cách sử dụng máy tính xách tay cá nhân; màn hình CRT, bàn phím và chuột máy tính để bàn cũ hơn (thời 1990) có thể nhìn thấy trong nền.

Máy tính cá nhân hay còn gọi là PC là một loại máy vi tính đa năng có kích thước, khả năng và giá cả phù hợp cho việc sử dụng cá nhân. Nó thường được sử dụng cho các tác vụ như xử lý văn bản, duyệt internet, email, phát đa phương tiện và chơi game. Máy tính cá nhân được thiết kế để người dùng cuối trực tiếp vận hành, chứ không phải chuyên gia hoặc kỹ thuật viên máy tính. Không giống như máy tính mini và máy tính lớn, đắt tiền, việc chia sẻ thời gian cho nhiều người cùng lúc không được áp dụng với máy tính cá nhân. Thuật ngữ máy tính gia đình cũng đã được sử dụng, chủ yếu vào cuối những năm 1970 và 1980. Sự ra đời của máy tính cá nhân và cuộc Cách mạng Kỹ thuật số đồng thời đã ảnh hưởng đáng kể đến cuộc sống của con người.
Vào những năm 1960, các chủ sở hữu máy tính của tổ chức hoặc doanh nghiệp phải tự viết chương trình để thực hiện bất kỳ công việc hữu ích nào với máy tính. Mặc dù người dùng máy tính cá nhân có thể phát triển ứng dụng của họ, nhưng thông thường các hệ thống này chạy phần mềm thương mại, phần mềm miễn phí ("freeware"), thường là phần mềm độc quyền, hoặc phần mềm tự do nguồn mở, được cung cấp ở dạng sẵn sàng chạy hoặc dạng nhị phân. Phần mềm cho máy tính cá nhân thường được phát triển và phân phối độc lập với các nhà sản xuất phần cứng hoặc hệ điều hành.  Nhiều người dùng máy tính cá nhân không còn cần phải viết chương trình để sử dụng máy tính cá nhân, mặc dù lập trình cho người dùng cuối vẫn khả thi. Điều này trái ngược với các hệ thống di động, nơi phần mềm thường chỉ có sẵn thông qua kênh được nhà sản xuất hỗ trợ và việc phát triển chương trình người dùng cuối có thể bị hạn chế do thiếu hỗ trợ của nhà sản xuất.
Từ đầu những năm 1990, các hệ điều hành Microsoft (đầu tiên là MS-DOS và sau đó là Windows) và CPU dựa trên kiến trúc x86 của Intel – được gọi chung là Wintel – đã thống trị thị trường máy tính cá nhân, và ngày nay, thuật ngữ PC thường dùng để chỉ nền tảng Wintel phổ biến, hoặc máy tính Windows nói chung (bao gồm cả máy tính chạy chip ARM), đến mức phần mềm dành cho Windows được tiếp thị là "dành cho PC".  Các lựa chọn thay thế cho Windows chỉ chiếm một phần nhỏ thị trường; bao gồm nền tảng Mac của Apple (chạy hệ điều hành macOS), và các hệ điều hành tự do nguồn mở, tương tự Unix, chẳng hạn như Linux (bao gồm cả ChromeOS bắt nguồn từ Linux). Các nền tảng đáng chú ý khác cho đến những năm 1990 là Amiga của Commodore, Atari ST và PC-98 của NEC

#### Laptop

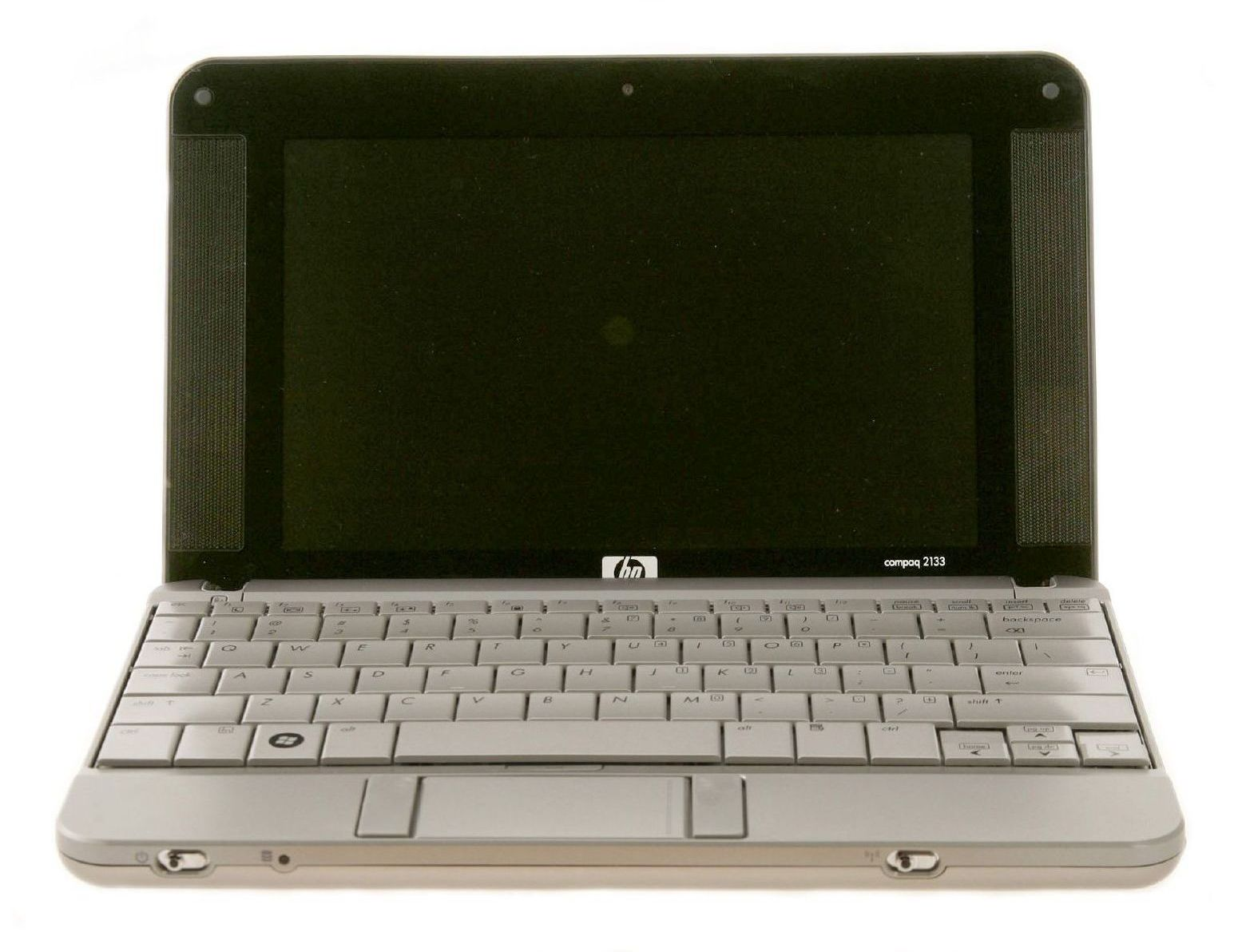
Một netbook HP

#### Tablet

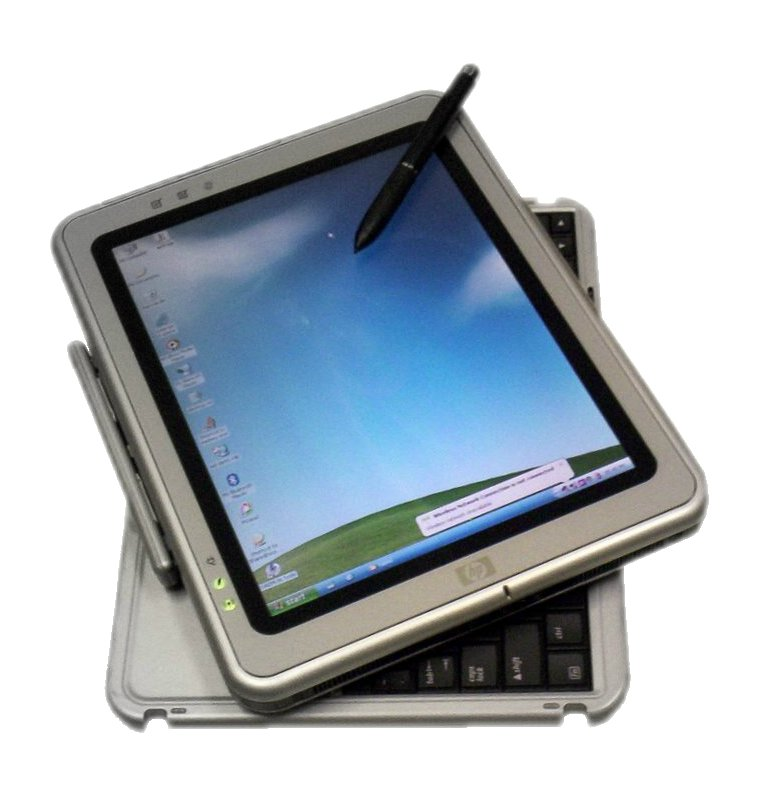
HP Compaq tablet PC with rotating/removable keyboard

#### Smartphone

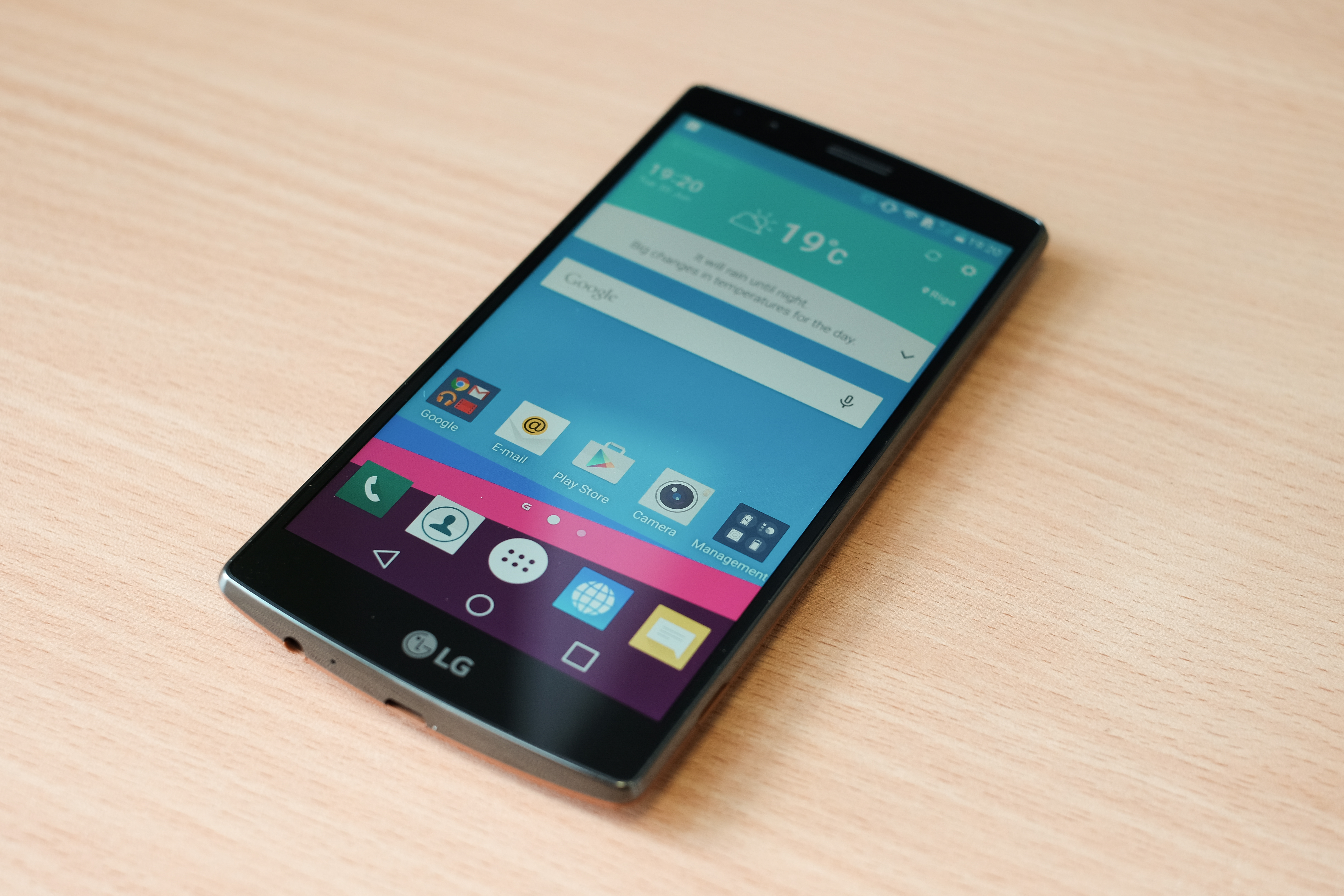
An LG G4 smartphone

## Phần cứng

Hình vẽ rời một máy tính cá nhân và các thiết ngoại vi (một số thành phần không bắt buộc phải có):

## Phần mềm

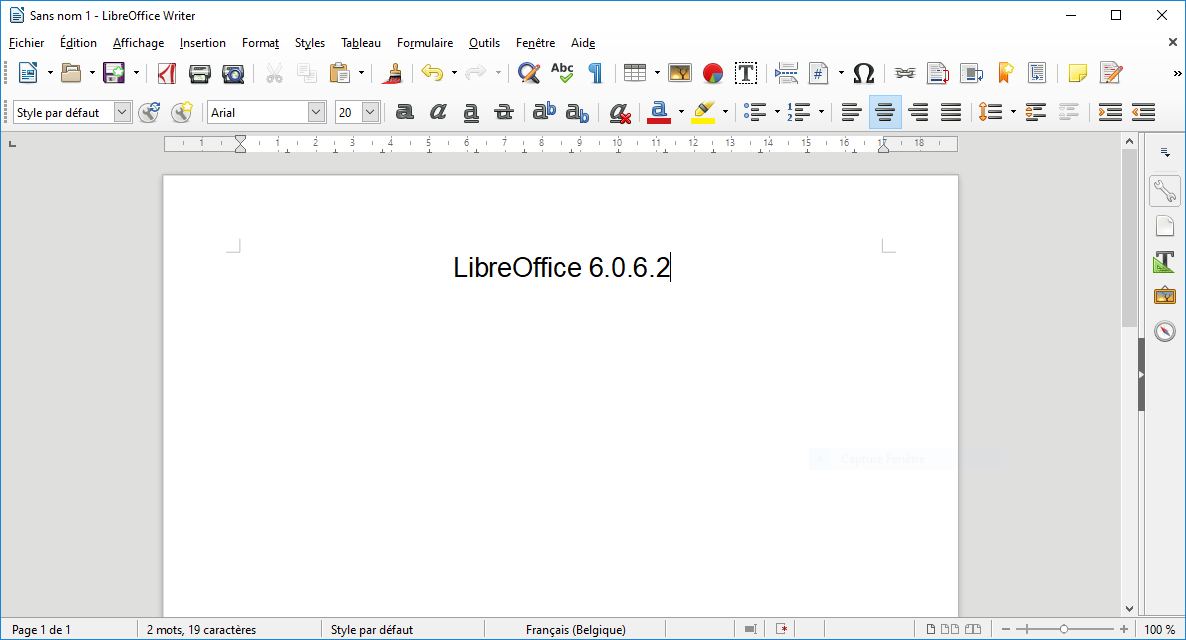
Ảnh chụp màn hình của phần mềm LibreOffice Writer

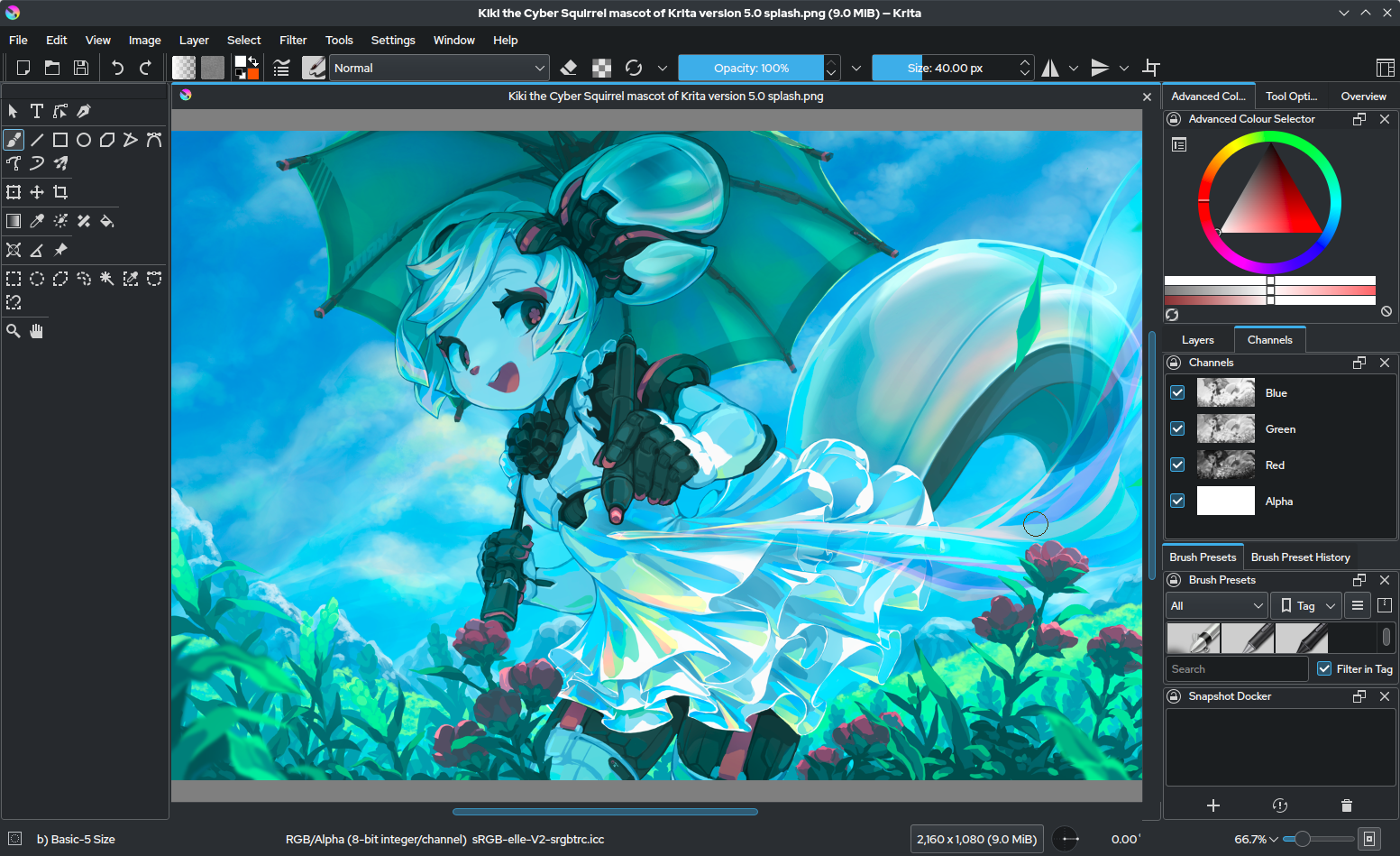
Ảnh chụp màn hình Krita, một trình soạn thảo đồ họa raster

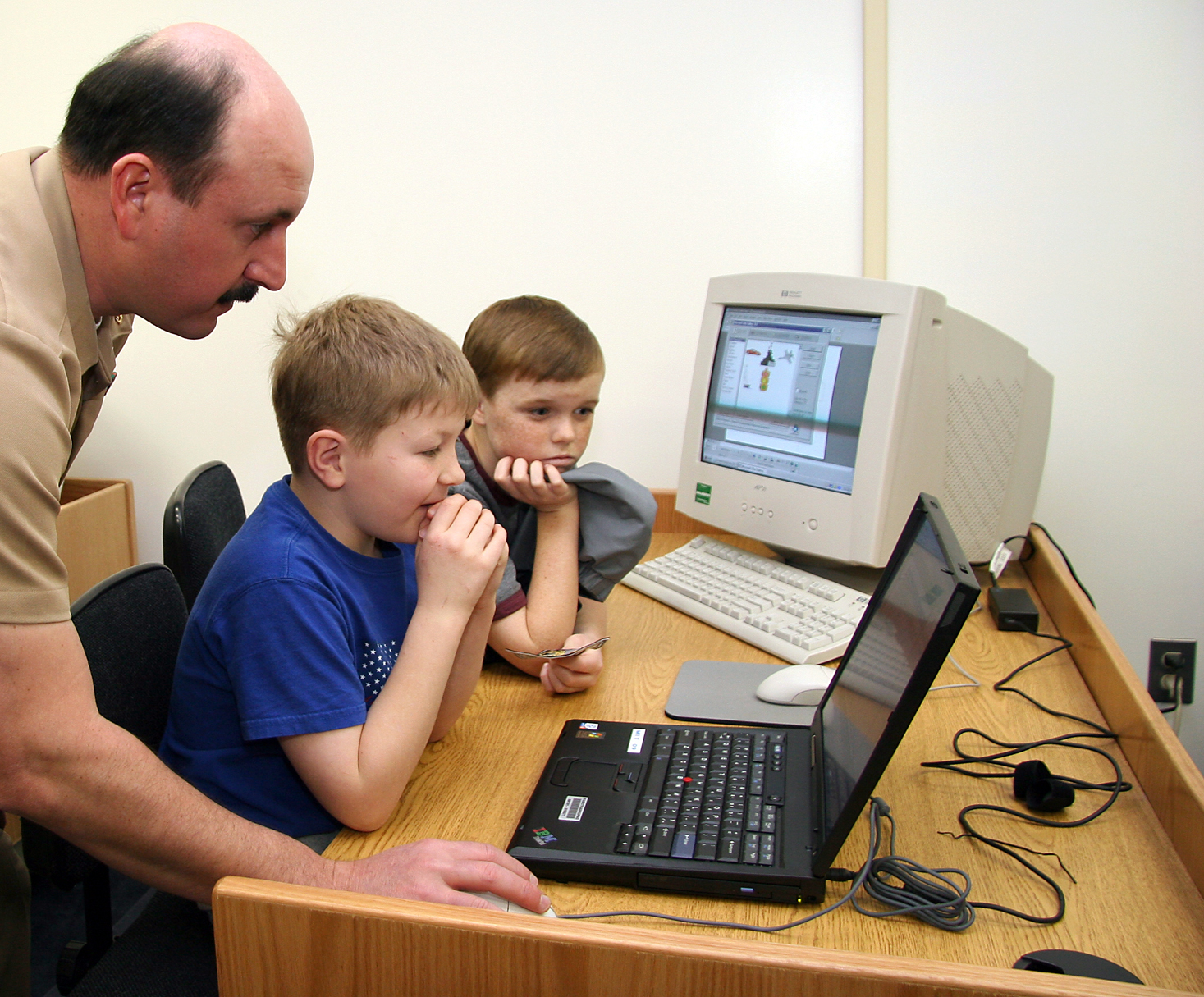
Trẻ em đang được hướng dẫn sử dụng máy tính xách tay vào năm 2005. Màn hình CRT của một máy tính cá nhân để bàn cũ hơn (những năm 1990) hiện rõ ở phía sau.

## Thuật ngữ
Thuật ngữ 'PC' là viết tắt của 'personal computer'. Mặc dù IBM Personal Computer đã kết hợp tên gọi này vào tên mẫu máy, nhưng ban đầu thuật ngữ này dùng để chỉ máy tính cá nhân của bất kỳ thương hiệu nào. Trong một số ngữ cảnh, PC được sử dụng để đối chiếu với Mac, một máy tính Apple Macintosh..
Vì không có sản phẩm Apple nào trong số này là máy tính lớn (mainframe) hay hệ thống chia sẻ thời gian, nên tất cả chúng đều là máy tính cá nhân nhưng không phải là máy tính PC (thương hiệu). Năm 1995, một phân đoạn của CBS về sự phổ biến ngày càng tăng của PC đã đưa tin: "Đối với nhiều người mới, PC là viết tắt của Nỗi đau và Sự bối rối ( Pain and Confusion)."

### Thập niên 1970

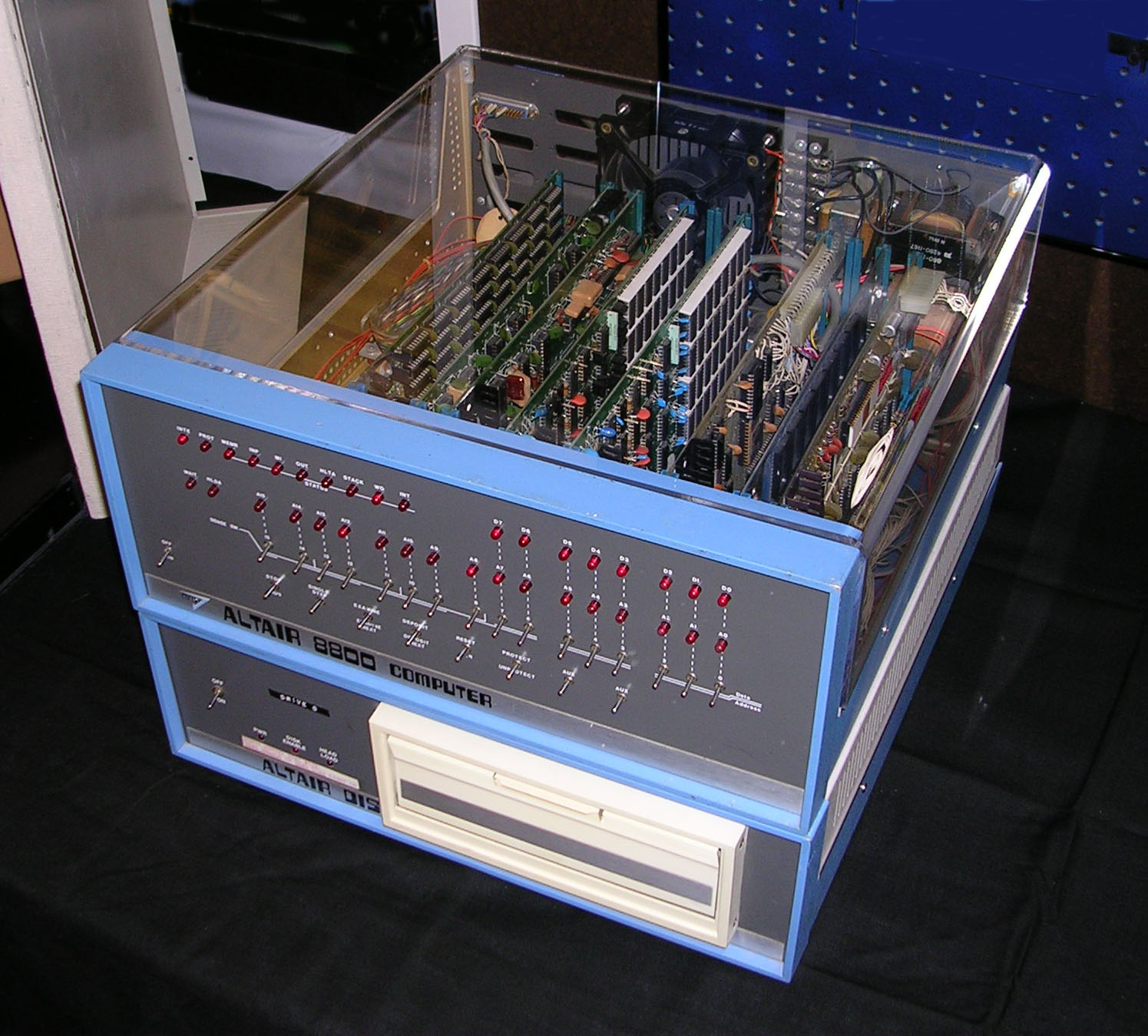
Máy tính Altair 8800

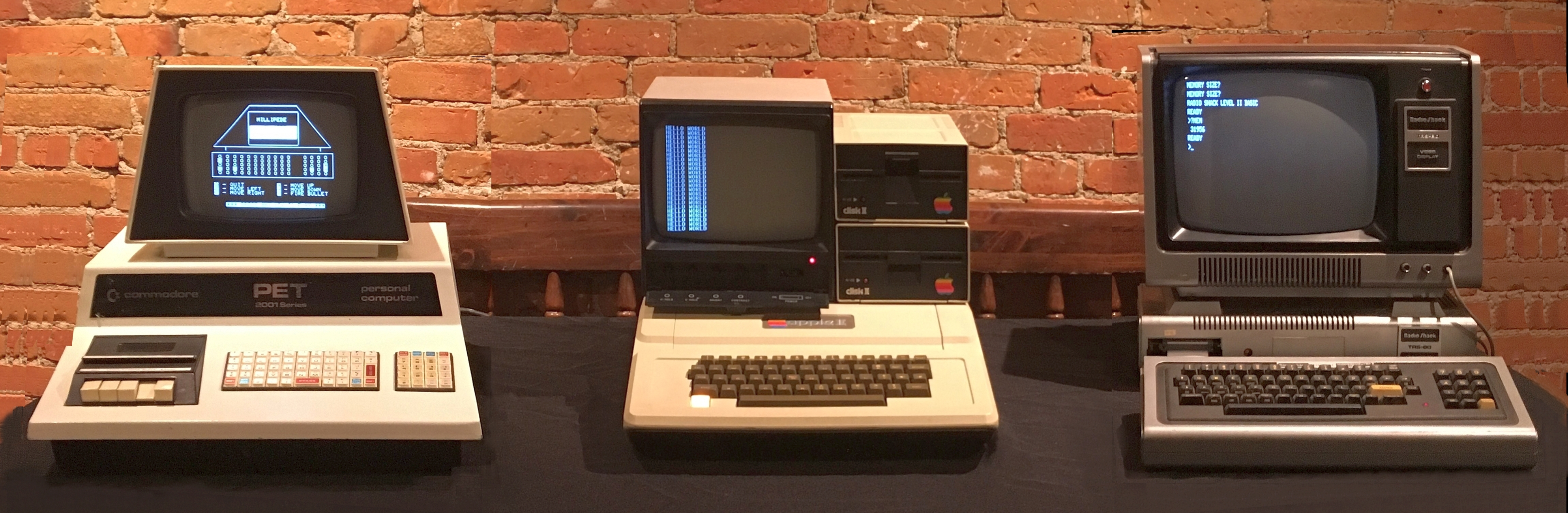
Ba máy tính cá nhân được Byte Magazine gọi là "Bộ ba 1977" của máy tính gia đình: Commodore PET, Apple II và TRS-80 Model I.

### Thập niên 1980

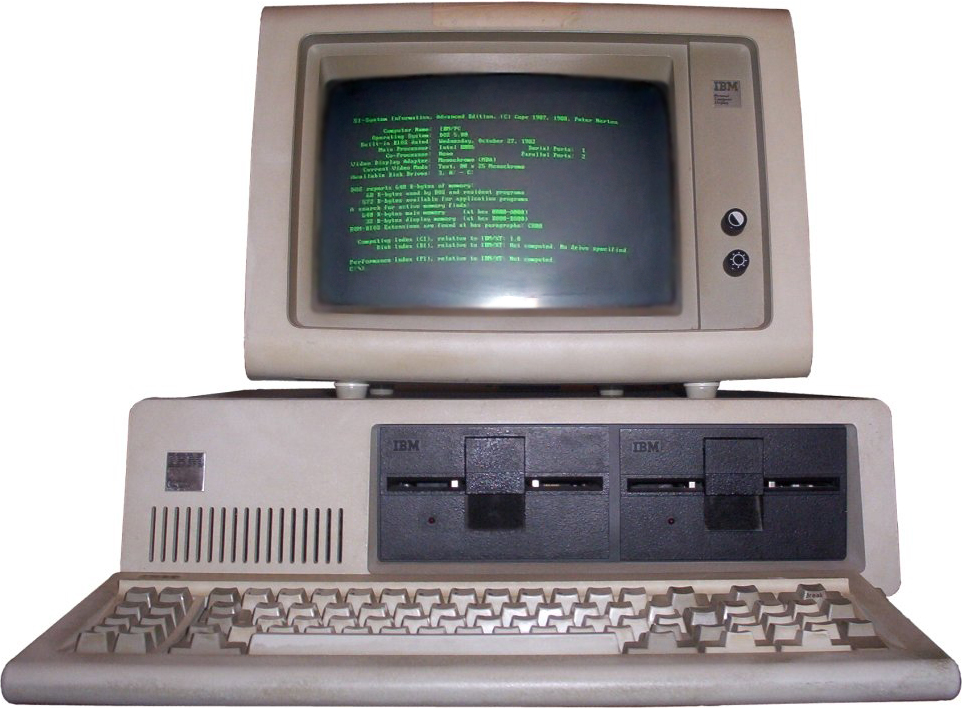
IBM 5150, ra mắt năm 1981

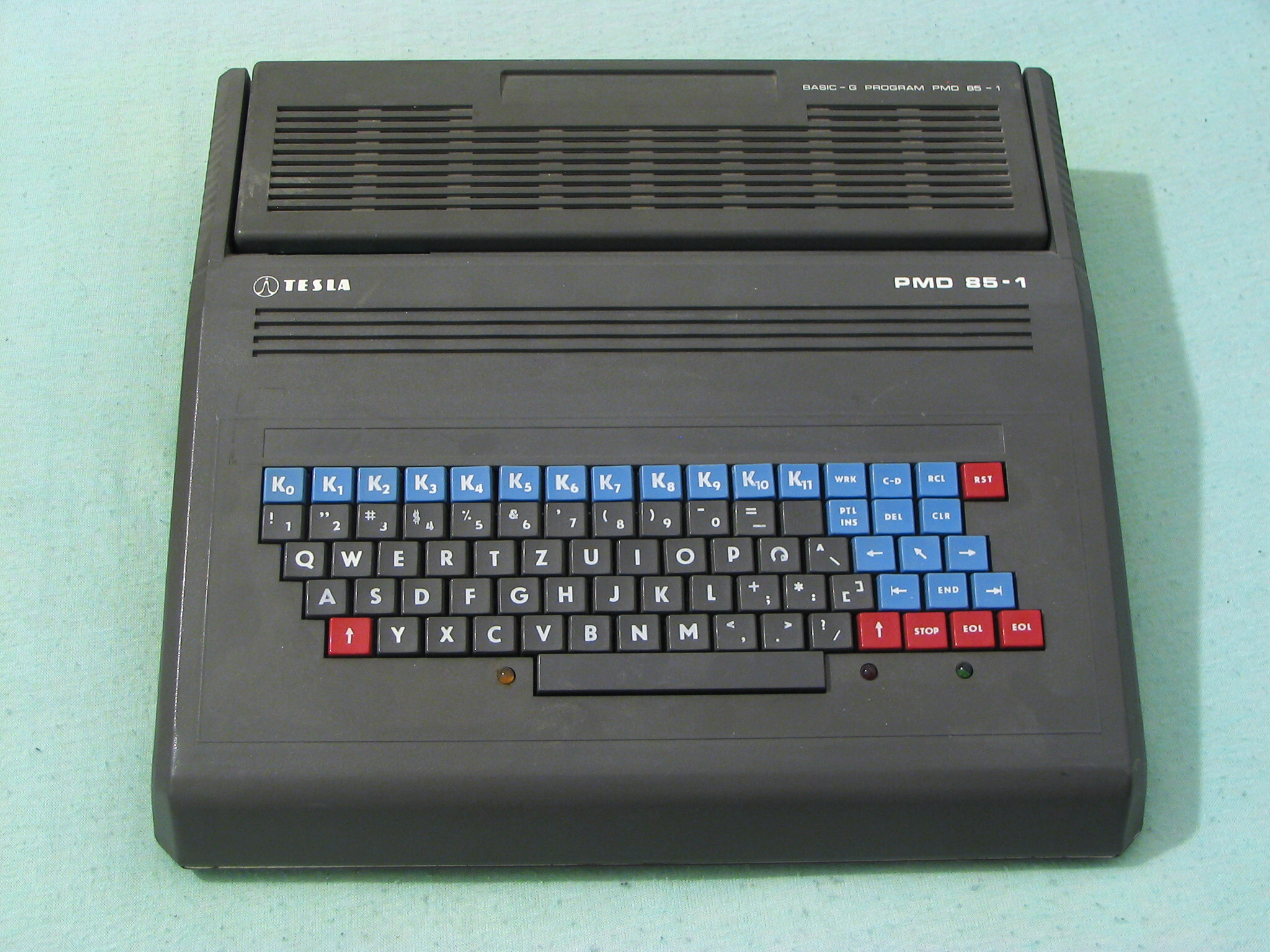
Máy tính cá nhân PMD 85 8-bit được sản xuất vào năm 1985–1990 bởi công ty Tesla tại Tiệp Khắc cũ.

### Thập niên 1990

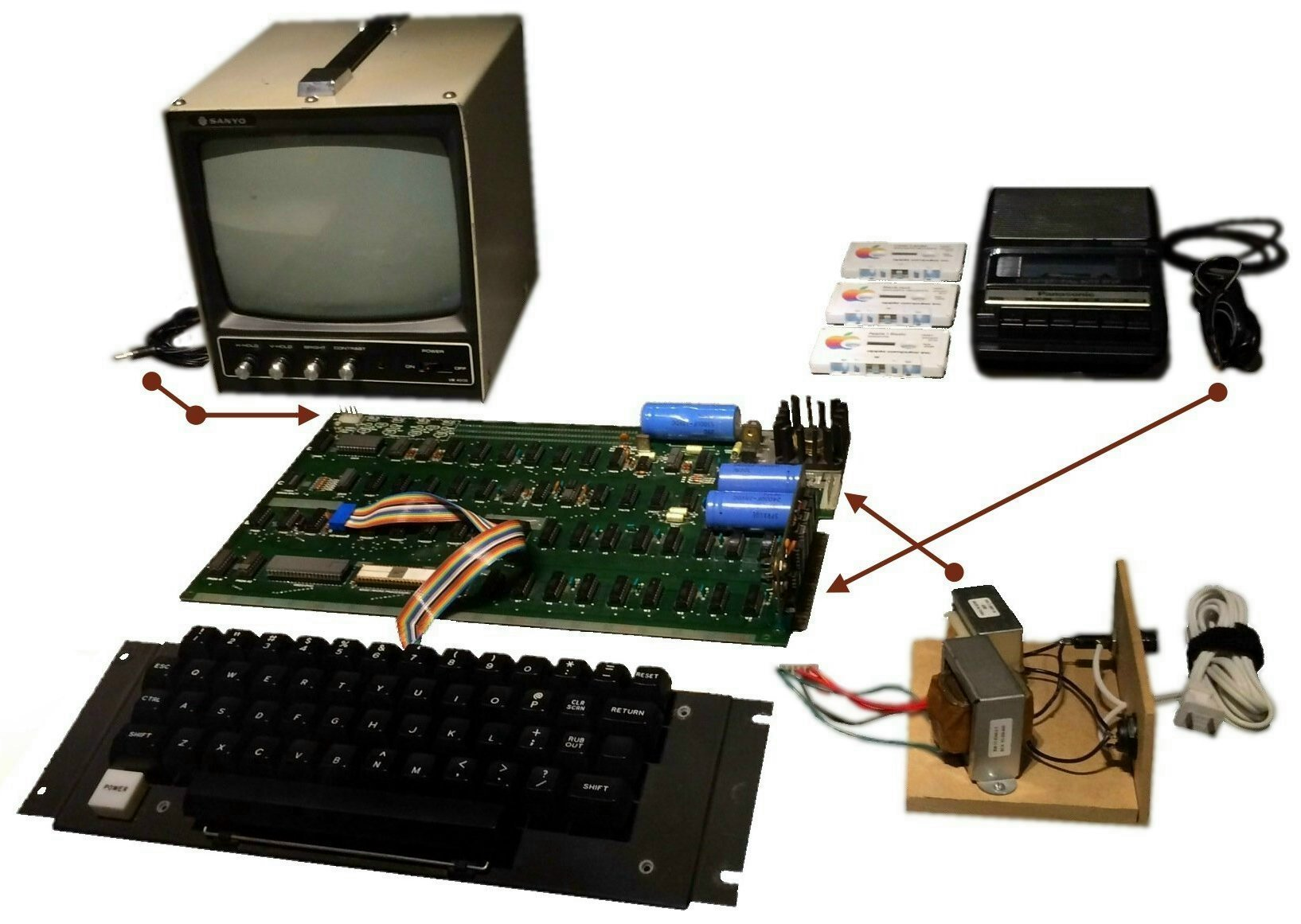
Apple I không có vỏ (1976)
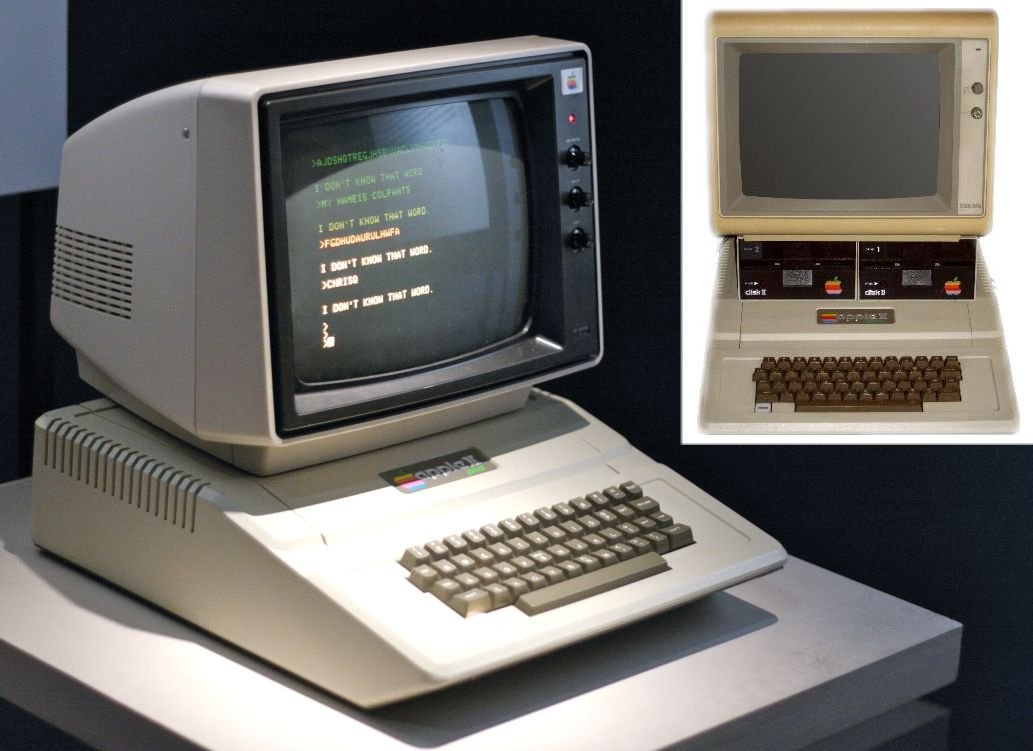
Apple II; (1977)
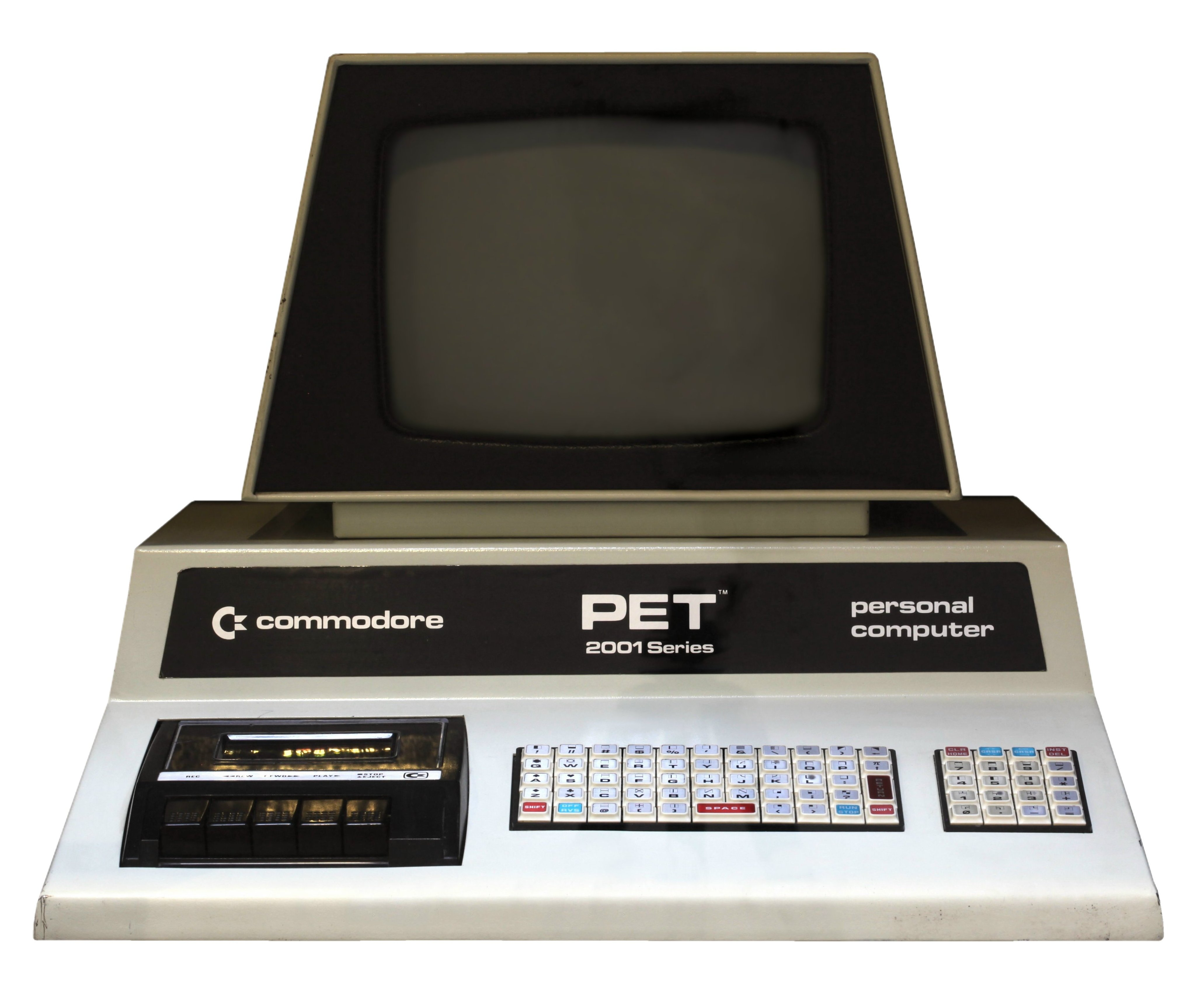
Commodore PET 2001 (1977)
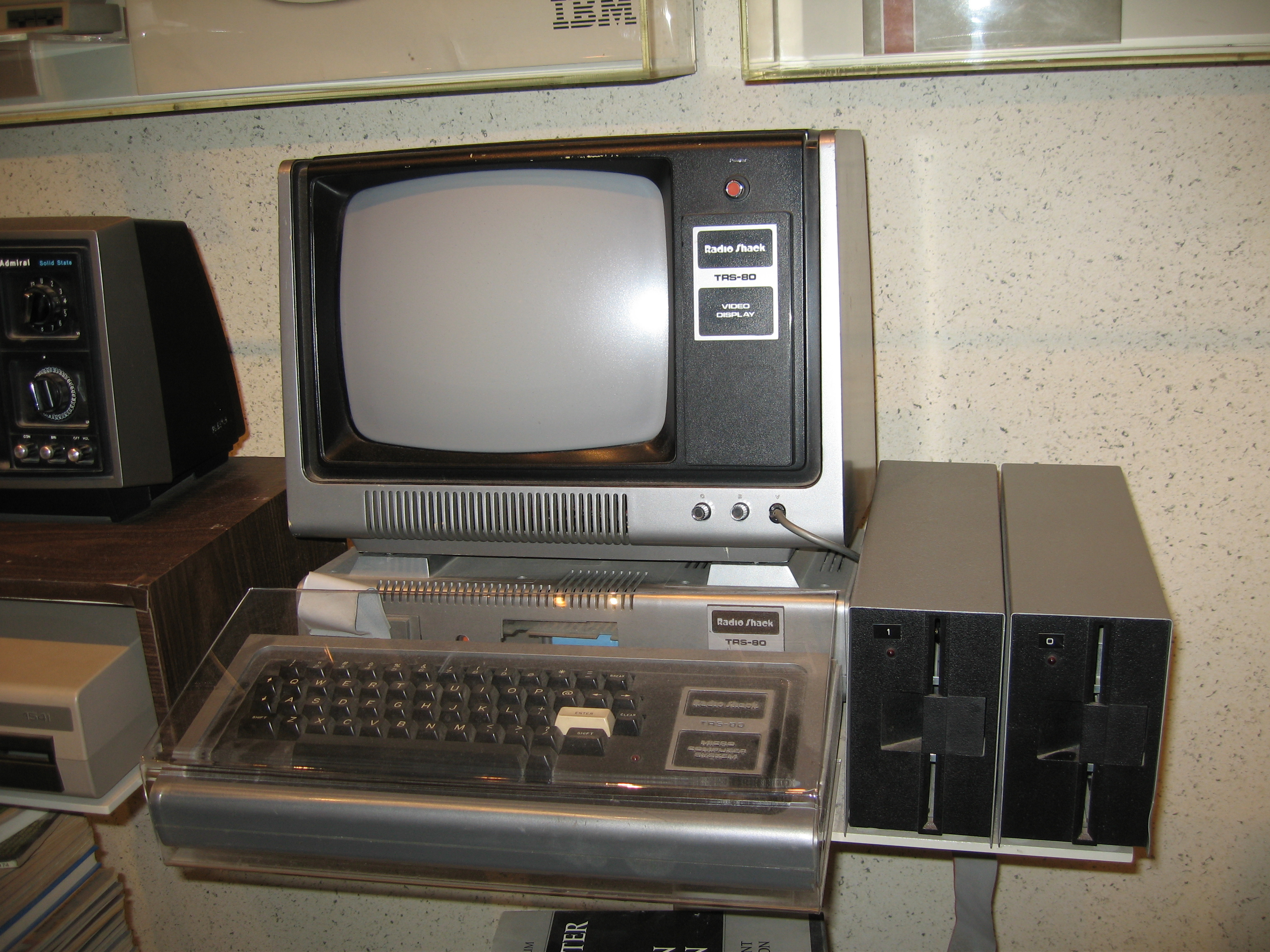
Tandy TRS-80 Model 1 (1977)
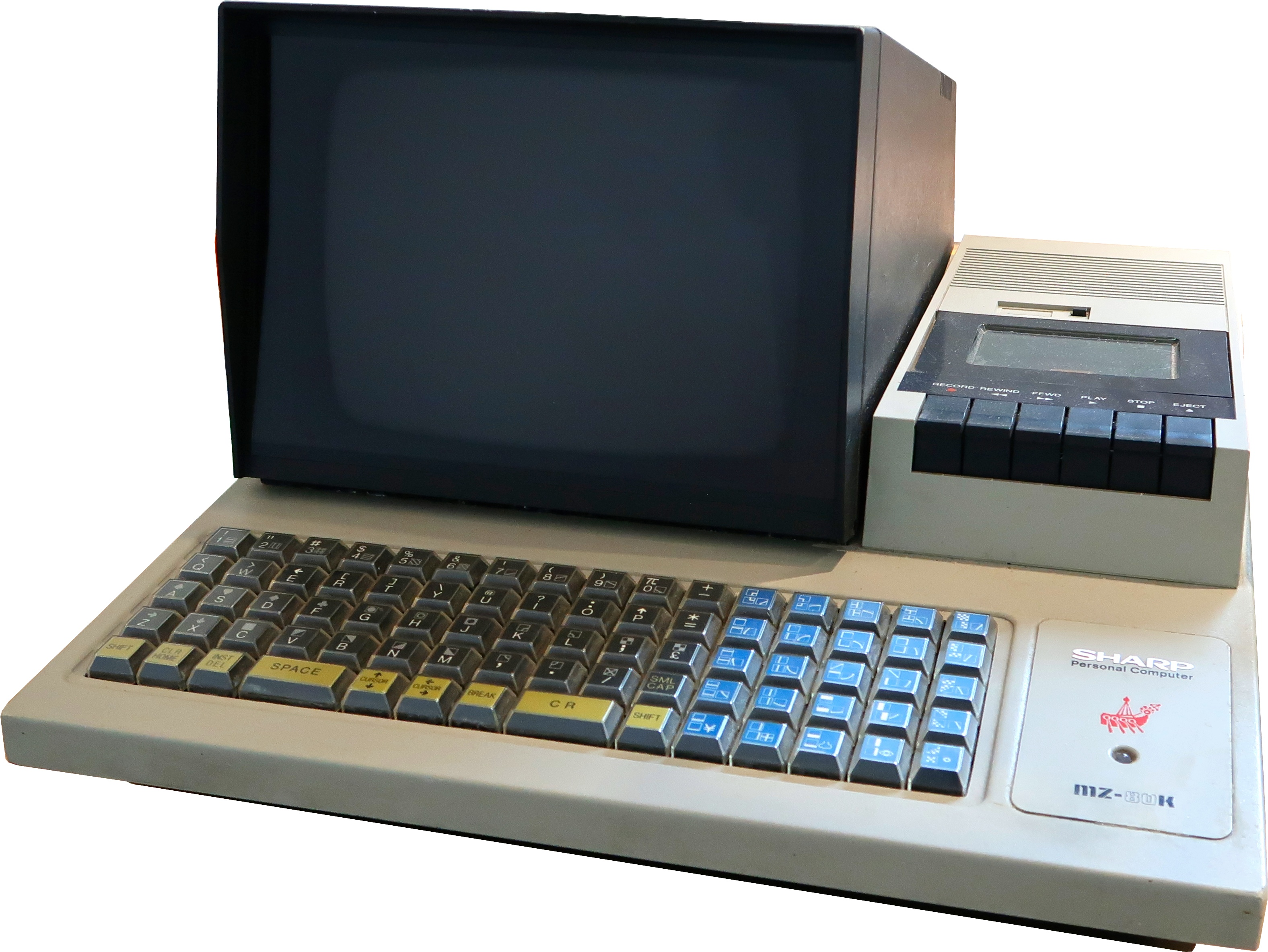
Sharp MZ-80K (1978)
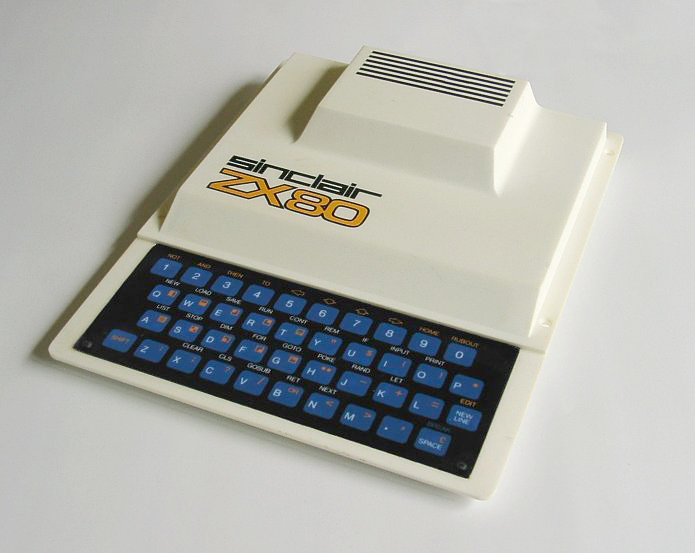
Sinclair ZX80 (1980)
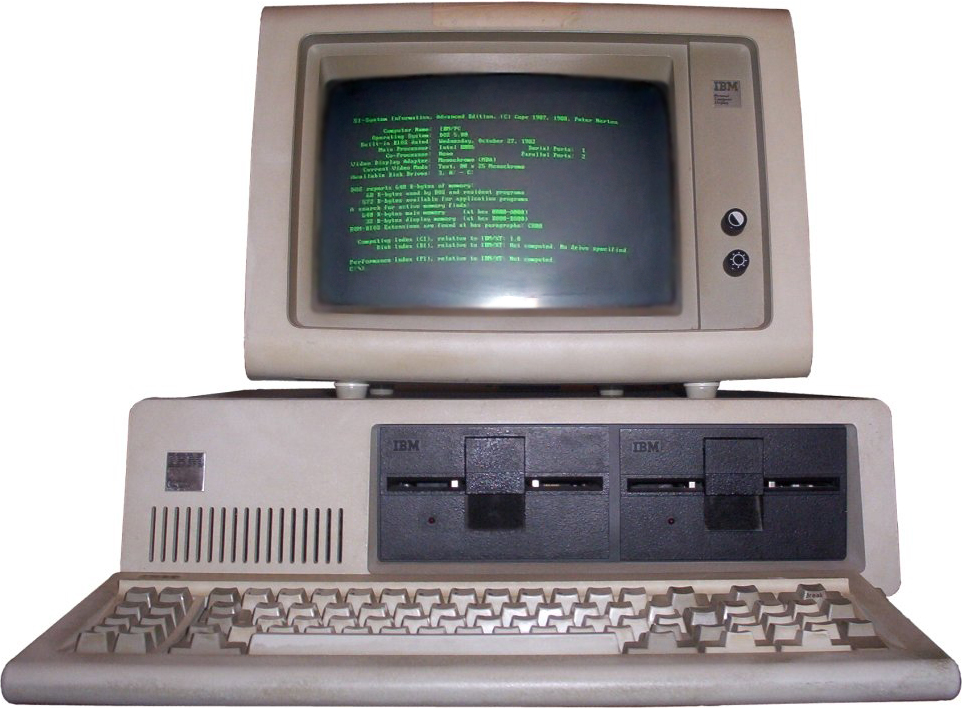
IBM PC 5150 (1981)
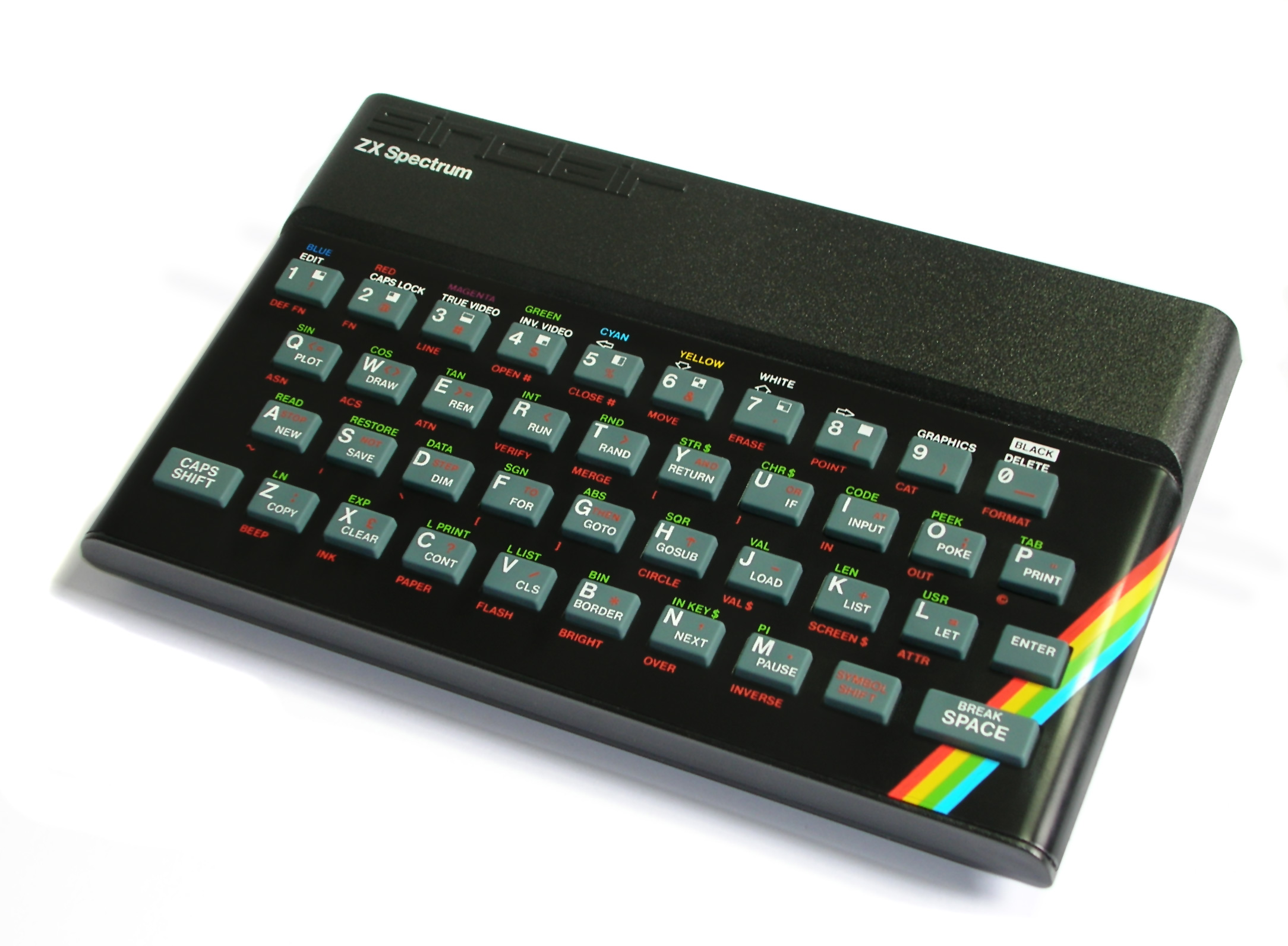
ZX Spectrum (1982)
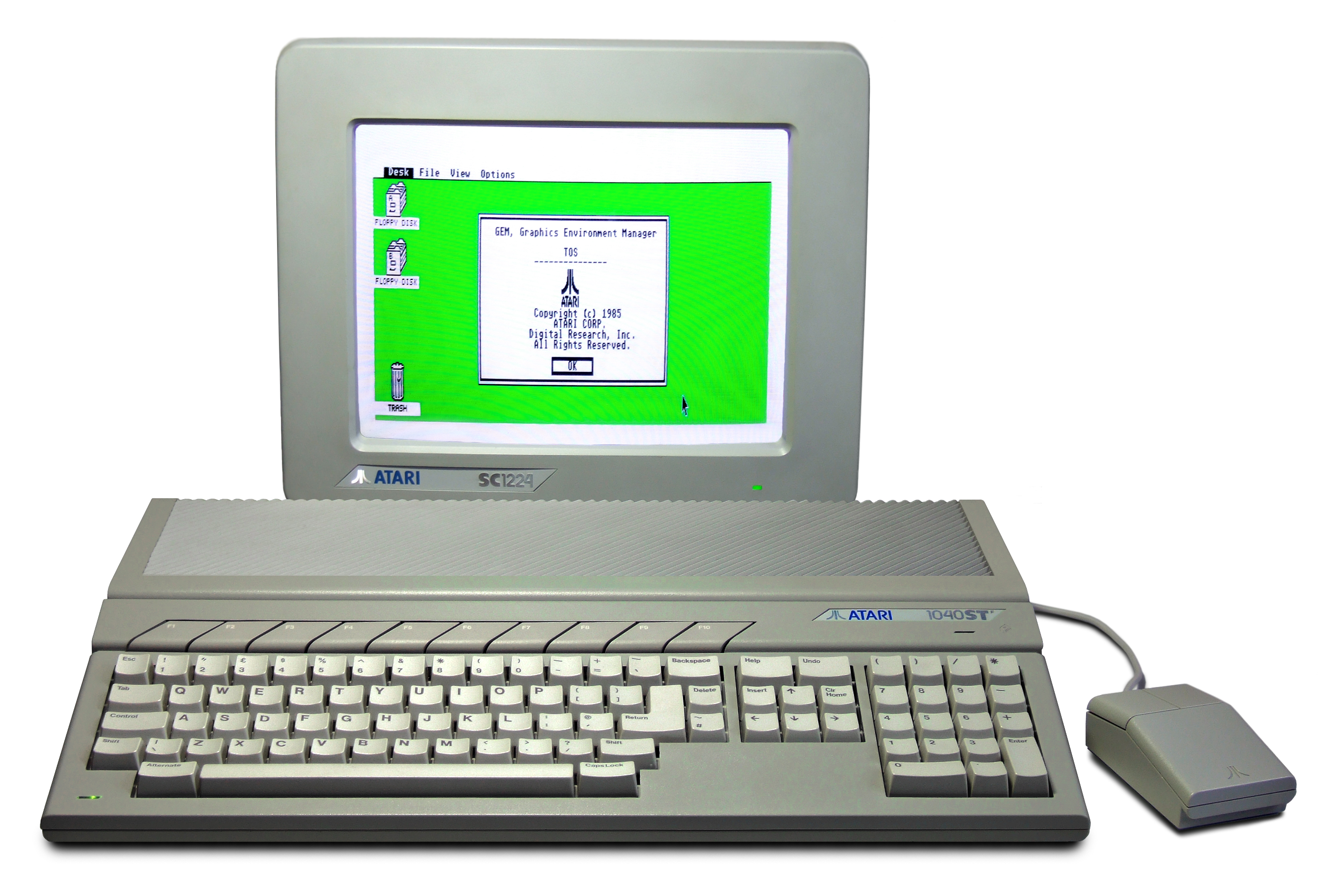
Atari ST (1985)

#### Workstation

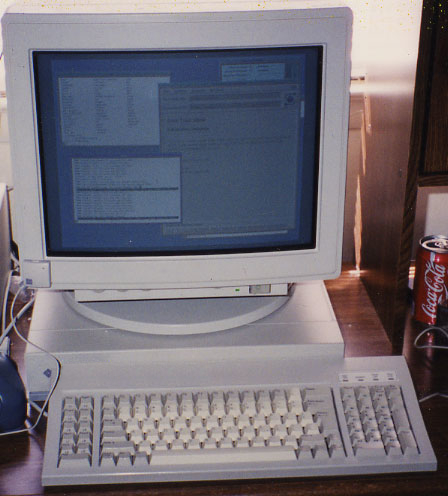
Một Sun SPARCstation 1+ từ đầu những năm 1990, với bộ xử lý RISC 25 MHz

#### Máy tính để bàn

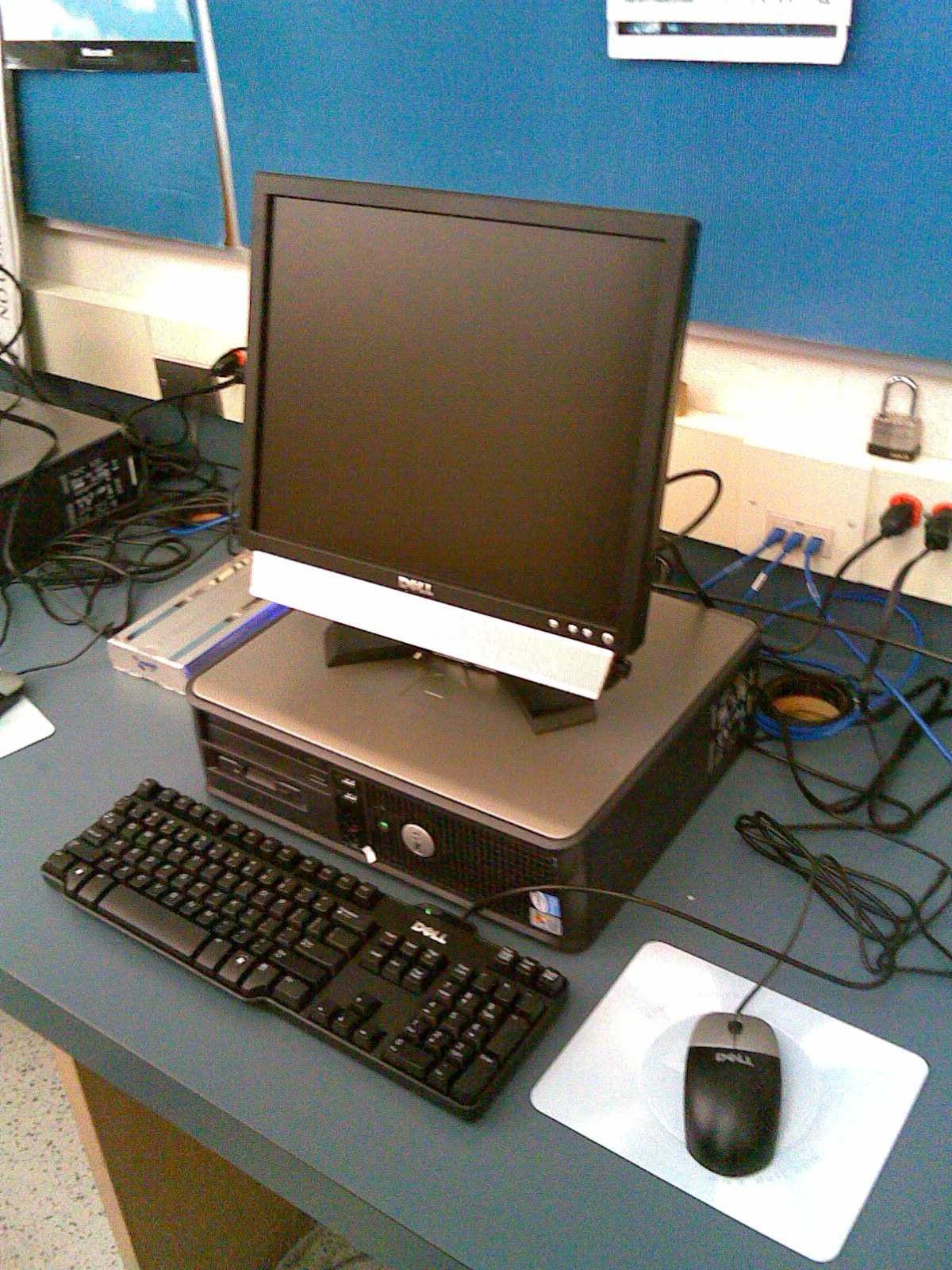
Máy tính để bàn Dell OptiPlex (2006)

#### Luggable

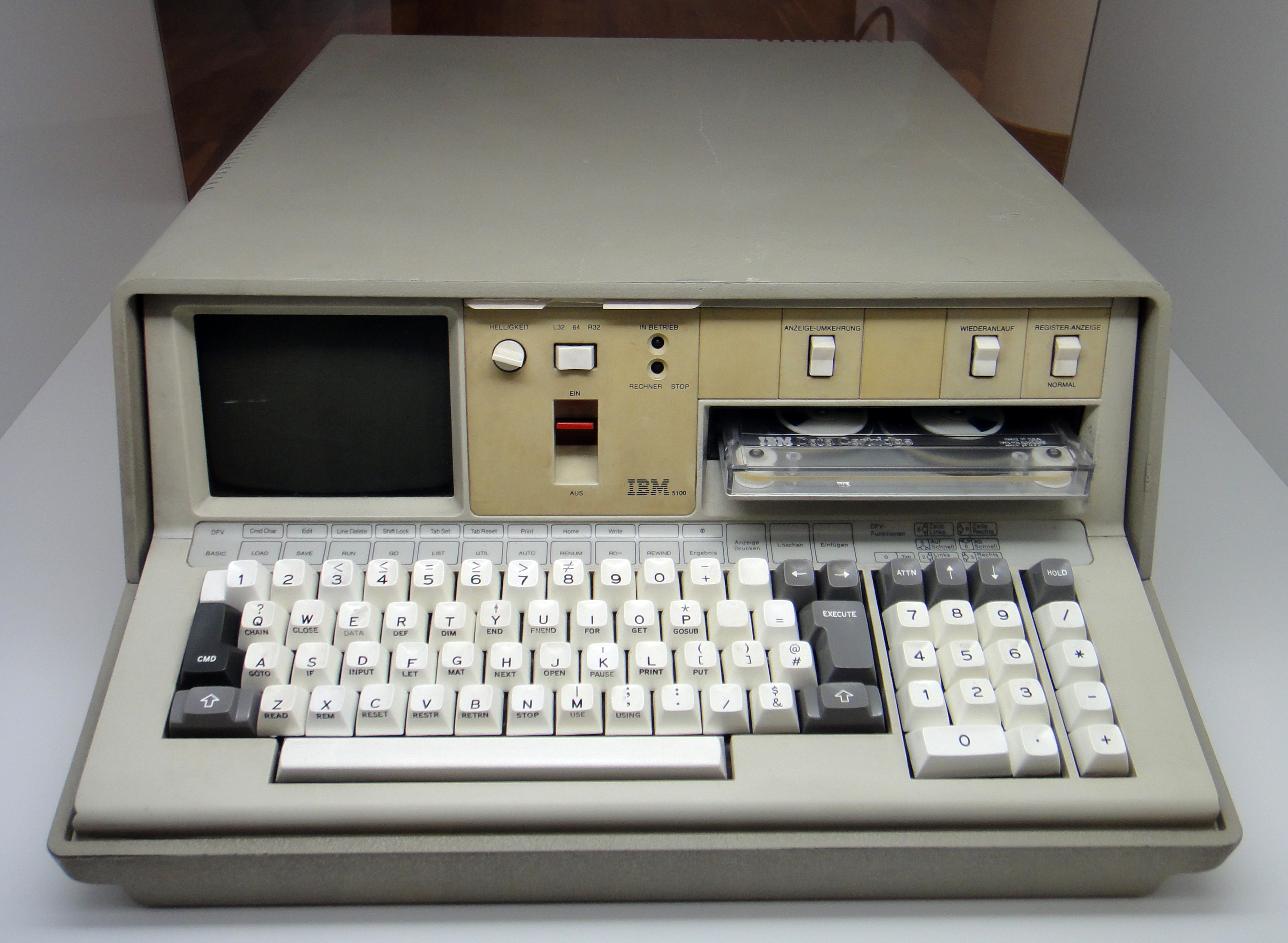
The IBM 5100 from 1975, one of the first portable computers

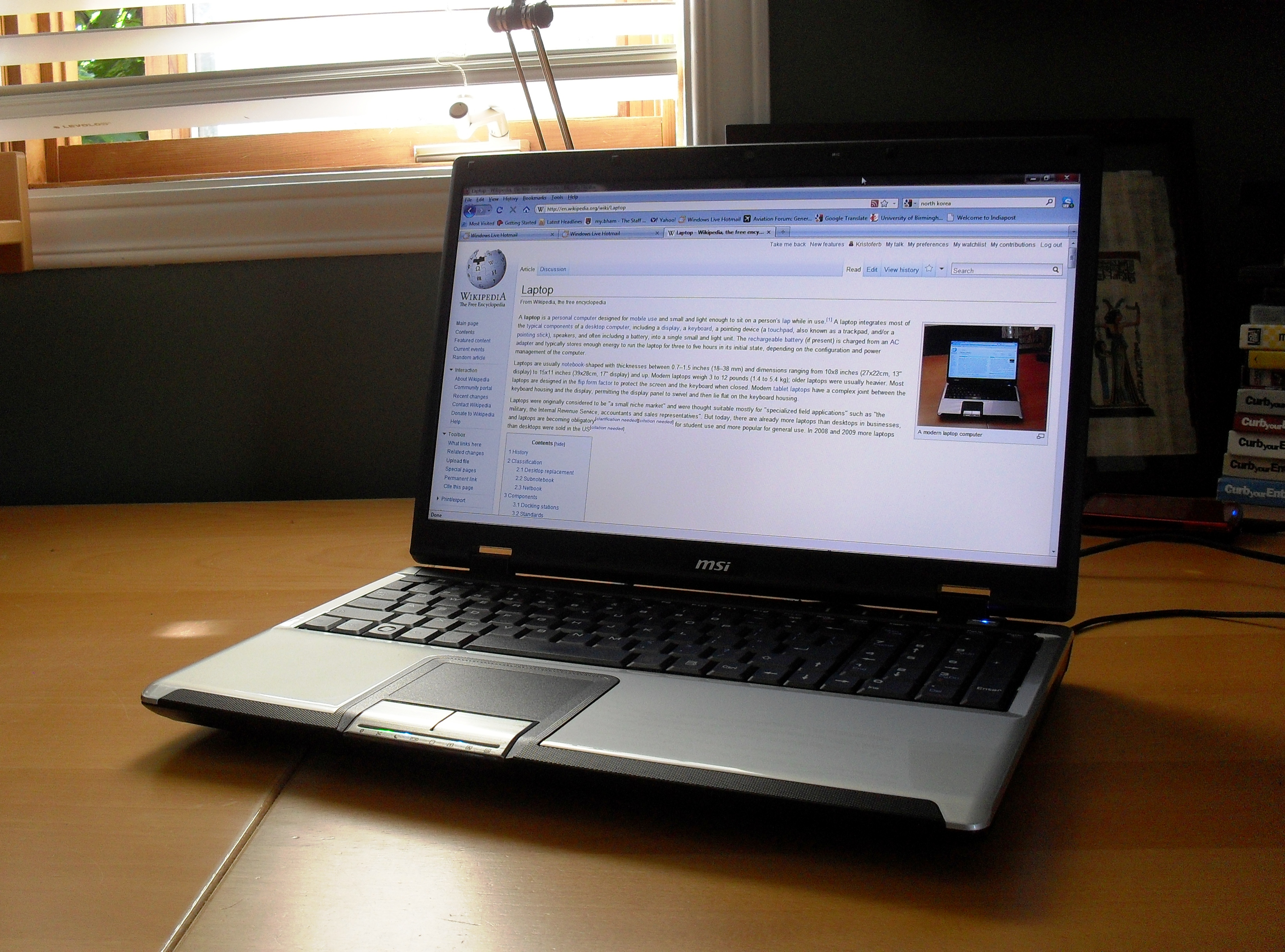
An MSI laptop computer

## Lịch sử

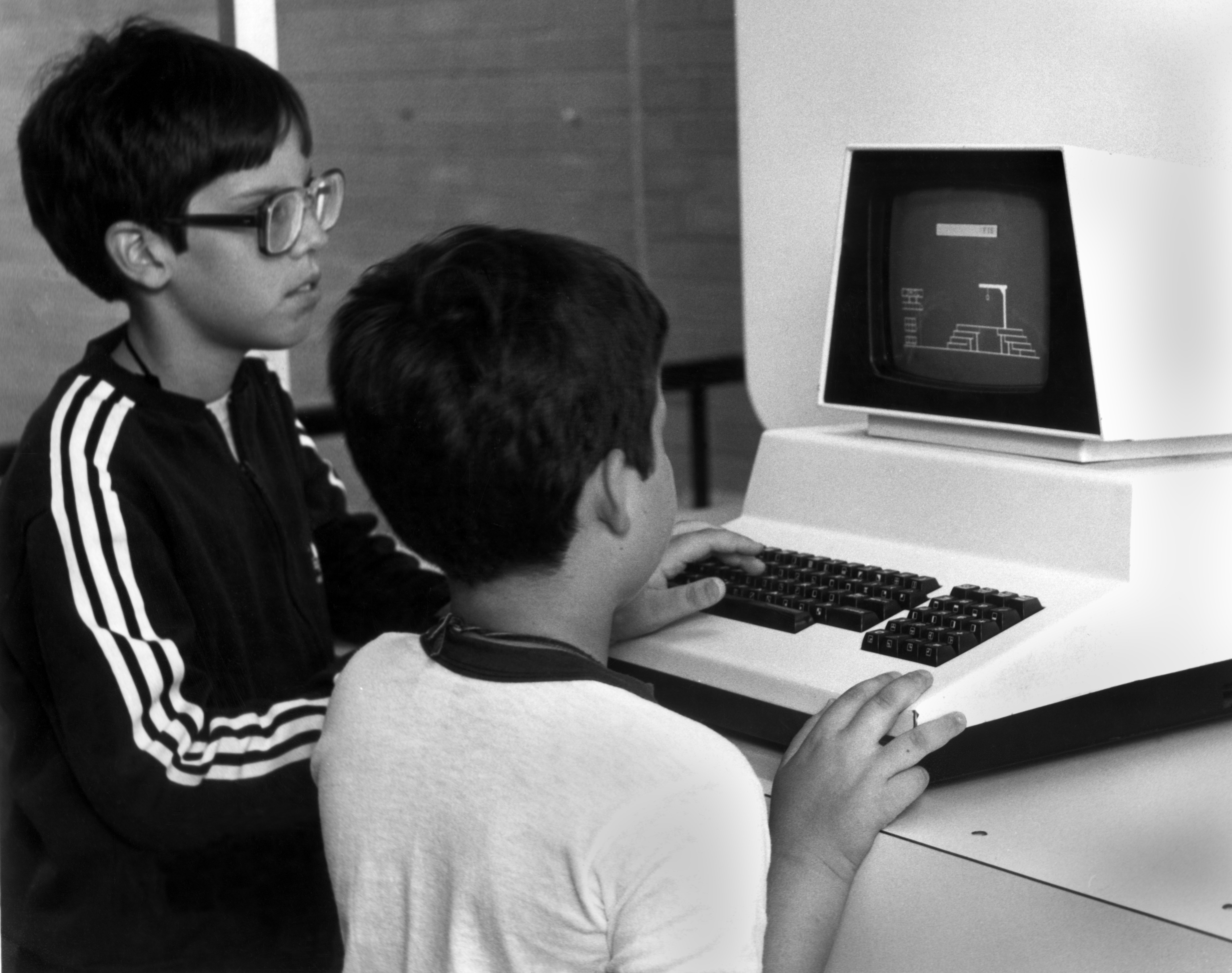
Commodore PET năm 1983 (tại Bảo tàng Khoa học và Năng lượng Mỹ), một ví dụ ban đầu về máy tính cá nhân

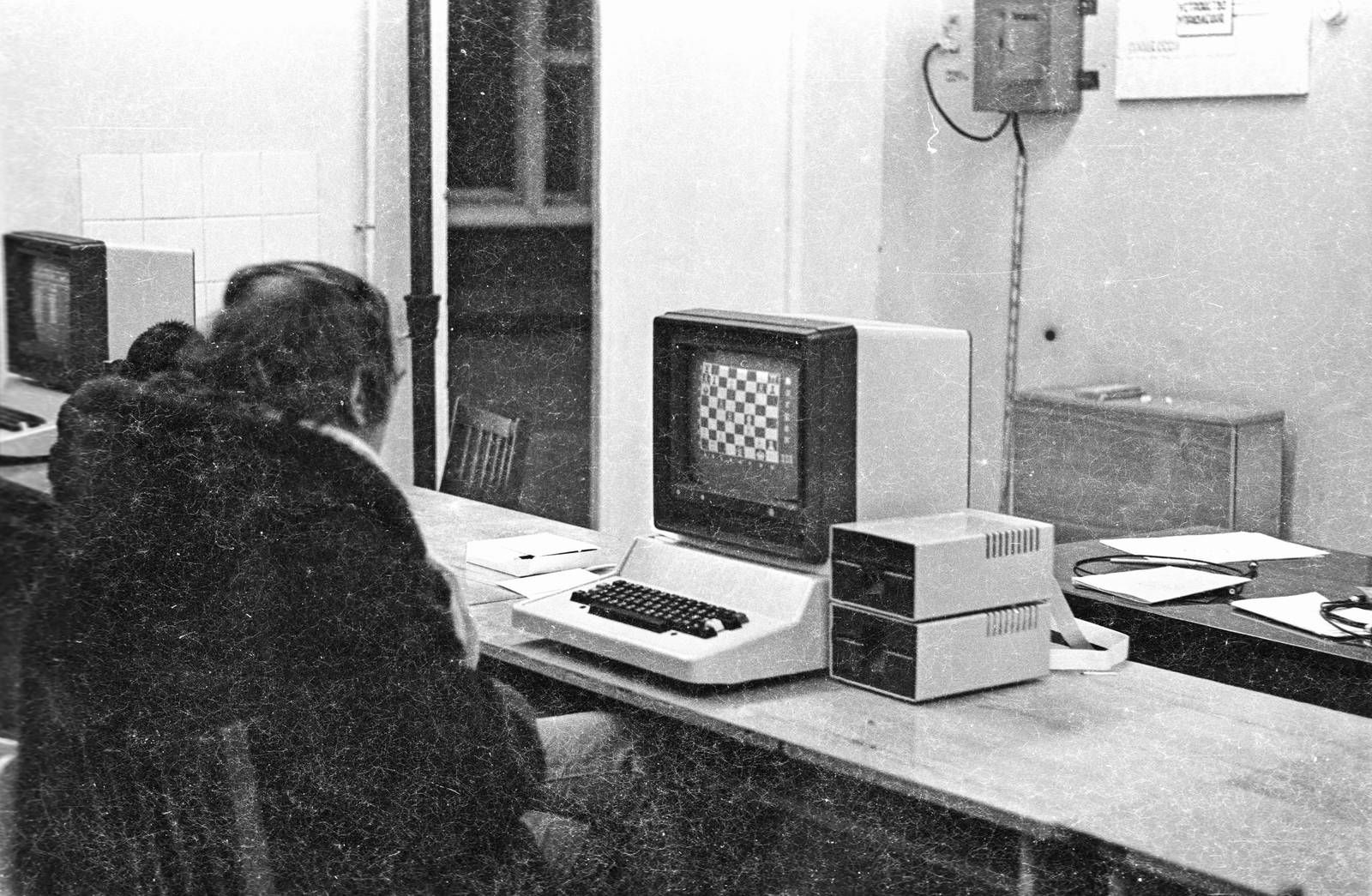
Máy tính Pravetz 82 có kiến trúc 8-bit được sản xuất tại Bulgaria từ năm 1982, trong một lớp học ở Liên Xô

"Bộ não" [máy tính] một ngày nào đó có thể đạt đến trình độ của chúng ta [người dân thường] và hỗ trợ tính toán thuế thu nhập và sổ sách kế toán. Nhưng đây chỉ là suy đoán và cho đến nay vẫn chưa có dấu hiệu nào cho thấy điều đó.— Tờ báo Anh The Star trong một bài báo tháng 6 năm 1949 về máy tính EDSAC, rất lâu trước thời đại của máy tính cá nhân.